# Tesamorelin
Tesamorelin (nome comercial Egrifta) é um fármaco aprovado pelo FDA em novembro de 2010 para tratamento da lipodistrofia associada ao HIV.